# Улпиан
Домиций Улпиан (на латински: Domitius Ulpianus) е римски юрист. Периодът на литературната му активност е между 211 и 222 година. Неговите творби представляват една трета от Дигестите на Юстиниан I.

## Биография
Улпиан е роден в 170 година в Тир, тогава в Римската империя. Той е първо асесор при Папиниан, след това съветник на Септимий Север и magister libellorum за доходите на Каракала. При император Елагабал отговаря за снабдяването с храна и е изгонен от Рим. Император Александър Север го прави преториански префект през 222 г. и един от неговите важни съветници. Понеже задрасква обещаните от Елагабал привилегии на преторианската гвардия, скоро след това е убит в двореца.
Автор е на Ad Sabinum, коментар към Ius civile в 51 книги; Ad edictum, един коментар към преторианския едикт в 83 книги.
Улпиан дава дефиницията на римското частно право и го отграничава от римското публично право в своите „Институции“, които представляват учебник за начинаещи юристи. Според него интересът, който правната норма защитава е разграничаващ фактор между частното и публичното право. Частното право защитава интереса на частни лица, а публичното – на римската държава.
Улпиан умира в 228 година в Рим.